# Nero d'Avola
Le Nero d'Avola est un cépage noir italien. Son nom vient de la ville d'Avola au sud-est de la Sicile. Il est parfois appelé Calabrese ou Calabrese d'Avola mais ce nom ne vient pas directement de la région italienne de Calabre. On ne le trouve pratiquement qu'en Sicile, où c'est le cépage le plus renommé.
Il présente une bonne acidité qui permet à ses meilleurs vins de bien vieillir, avec un fort caractère et un bon bouquet de fruits rouges ou de violette. On rapproche parfois ces vins de ceux du cépage syrah.

## Vins DOC et DOCG
Le Nero d'Avola est le cépage principal du DOCG (depuis 2005) Cerasuolo di Vittoria, le seul de Sicile, sur la côte sud entre Raguse et Gela. 
Il est utilisé aussi dans de nombreux DOC comme le Riesi, l'Eloro, le Marsala. Il est aussi utilisé dans d'autres vins DOC avec la spécification Calabrese ou Nero d'Avola (par exemple, l'Alcamo, le Menfi, le Santa Margherita di Belice, le Sciacca).